# Chrysops flavoscutellatus
Chrysops flavoscutellatus är en tvåvingeart som beskrevs av Krober 1926. Chrysops flavoscutellatus ingår i släktet Chrysops och familjen bromsar. Inga underarter finns listade i Catalogue of Life.